# Colalaila

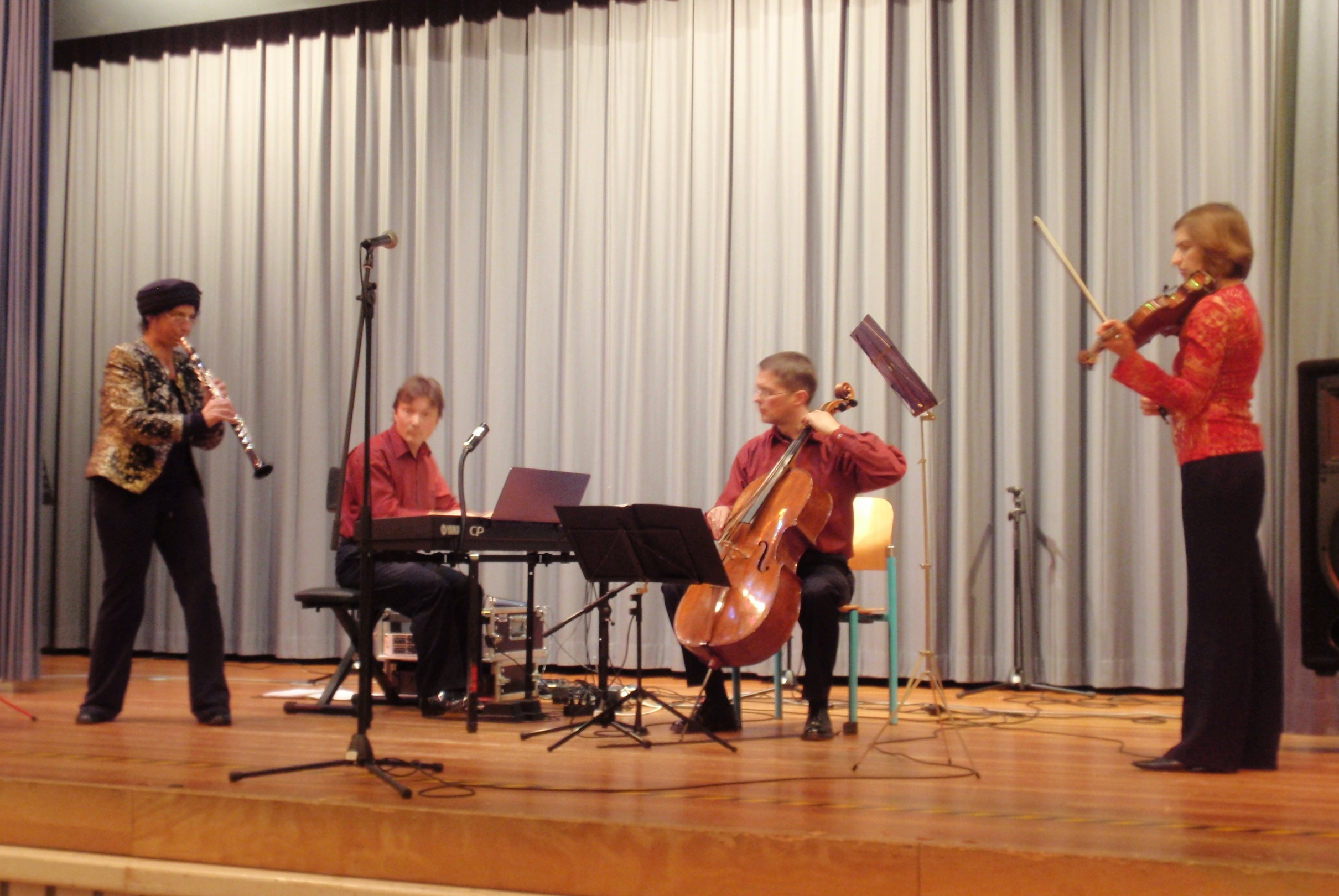
Die Gruppe Colalaila auf einem Konzert am 9. November 2008, dem 70. Jahrestag der Novemberpogrome 1938

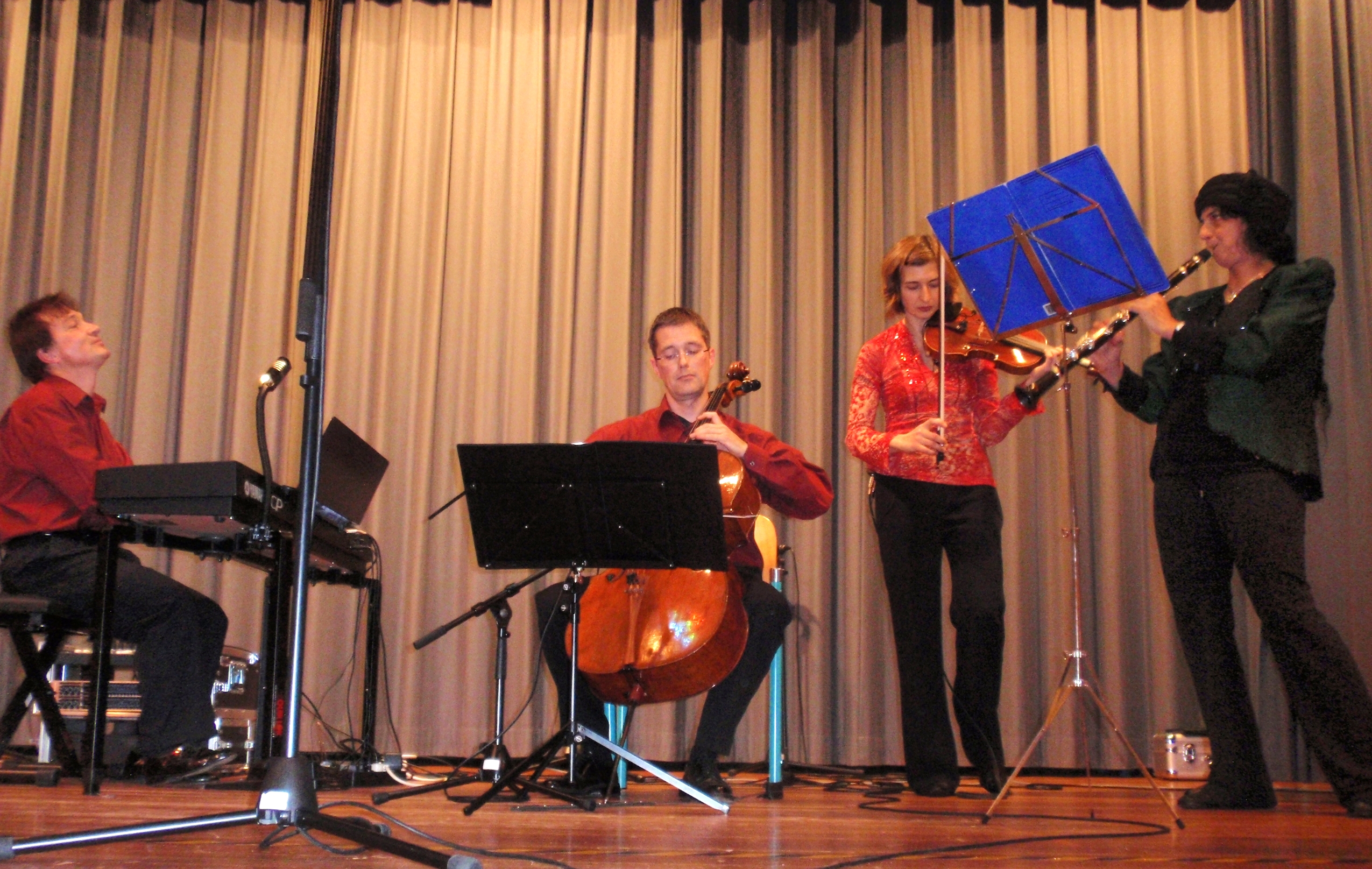
Auf der Bühne in Alsbach-Hähnlein

Colalaila (hebräisch „die ganze Nacht“) ist ein 1986 in Deutschland gegründetes Klezmer-Ensemble um die israelische Klarinettistin Irith Gabriely. Außer Irith Gabriely gehören ihm Peter Przystaniak (Klavier), Stefan Welsch (Violoncello) und Susanna Laubstein (Violine) an, alle vier sind exzellente Solisten mit einer soliden Ausbildung in klassischer Musik. 
Das Ensemble spielt ein Repertoire von Klezmer, Klassik, Jazz und eigenen Kompositionen von Peter Przystaniak. Konzertorte waren in den letzten Jahren unter anderem die Berliner Philharmonie, das Kieler Schloss oder die Philharmonie Ludwigshafen in Deutschland, aber auch Orte in anderen europäischen Ländern. 

## Diskografie
- Live in der Berliner Philharmonie (2008), Organo Phon CD 90132
- Olé (2007), Frenzy Music CD-PP 5555
- Colalaila Classic – Konzertmitschnitte 2004, 2005 (2005), Frenzy Music CD-PP 4444
- Shalom: Musik für den Frieden (2002), Boulevard BLD 553
- Col nidrej (1999), Boulevard BLDCD 545
- Klezmer fiestá (1996), Boulevard BLD 536
- The train to Massada (1995), Armor 8422
- Colalaila: Jewish Folk made in Germany (1986)